# Alejandro Silva Vilches
Alejandro Octavio Silva Vilches (Molina, 31 de diciembre de 1947-Ibidem, 21 de diciembre de 2018) fue un futbolista chileno, que se desempeñó como defensa. Fue campeón con Universidad de Chile en 1969, con Colo-Colo en 1970 y 1972, y con Unión Española en 1975.

## Carrera deportiva

### Sus inicios en el fútbol
Nació en la ciudad de Molina el 31 de diciembre de 1947. Comenzó su carrera como delantero del club Atlético de Molina, de la ciudad del mismo nombre, donde destacó desde pequeño por su fortaleza física y su potente disparo con su pierna izquierda. En un campeonato desarrollado en Talca, fue reclutado por veedores del Club Universidad de Chile, quienes lo llevaron a Santiago a las divisiones inferiores del club azul el año 1965.

### Su participación en el "Ballet Azul"
Fue parte de los últimos años del recordado equipo de la Universidad de Chile de los años sesenta, debutó en el primer equipo en noviembre de 1969, conjunto conocido por los hinchas con el nombre de "Ballet Azul", debido a su elegante desempeño dentro del campo de juego. Una vez en el Club Universidad de Chile, fue apadrinado en sus inicios por el destacado futbolista chileno, Leonel Sánchez.
Junto a Sánchez, que estaba en sus últimos años como profesional, trabajaron juntos en el sector izquierdo del equipo laico. Al poco tiempo de llegar a la "U", comenzó a jugar como lateral izquierdo, aunque fue utilizado en casi todos los sectores del campo, debido a su versatilidad, fuerza y temperamento. En 1969 obtuvo su primer campeonato nacional de su carrera y que marcó el final del "Ballet Azul".

### Colo-Colo´73 y la polémica final de la Copa Libertadores
El año 1970, Leonel Sánchez fue contratado por Colo-Colo. Sánchez sugirió la contratación de Silva, debido a que el muchacho de Molina aportaba la fuerza y velocidad por el lado izquierdo, características que Leonel comenzaba a perder debido a que finalizaba su destacada carrera profesional.
Los dirigentes de Colo-Colo, finalmente, contrataron a Sánchez y Silva. Así ambos formaron parte del club albo a partir del año 1970. Su campaña fue intermitente entre la titularidad y la suplencia, pero el destino lo puso en una circunstancia histórica para el fútbol chileno. Tras la lesión de Manuel Rubilar, pudo disputar como titular los partidos definitorios de la Copa Libertadores de 1973, que terminó con una polémica definición a favor del Club Independiente de Argentina. Con Colo-Colo, el zurdo logró dos campeonato nacionales de Chile en los años 1970 y 1972.

### Campeón con Unión Española 1975
Tras su participación en la Copa Libertadores, fue parte del equipo Unión Española de Chile. El grupo estaba comandado por el técnico Luis Santibáñez, quien llamó a Silva para que fuera parte de su nuevo proyecto. Con el club Unión Española, Silva logró el campeonato de 1975.

### Club Deportes Aviación: su retiro definitivo
Tras su paso por Unión Española, se retiró del fútbol activo para dedicarse al comercio. Pero el año 1977, Deportes Aviación le propuso una atractiva oferta que lo hizo retomar la actividad, hasta su retiro definitivo del fútbol profesional el año 1978.

## Clubes
| Club                 | País  | Año       |
| -------------------- | ----- | --------- |
| Universidad de Chile | Chile | 1969      |
| Colo-Colo            | Chile | 1970-1973 |
| Unión Española       | Chile | 1974-1975 |
| Deportes Aviación    | Chile | 1977-1978 |

## Palmarés

### Campeonatos nacionales
| Título           | Club                 | País  | Año  |
| ---------------- | -------------------- | ----- | ---- |
| Primera División | Universidad de Chile | Chile | 1969 |
| Primera División | Colo-Colo            | Chile | 1970 |
| Primera División | Colo-Colo            | Chile | 1972 |
| Primera División | Unión Española       | Chile | 1975 |